# Kartofelkowe dzieci
Kartofelkowe dzieci / Kartoflaczki (ang. Potato Head Kids) – amerykański serial animowany z 1986 roku.

## Postacie
Kartoflaczki:
- Chips
- Sam Kopytko
- Knedelek
- Chrupek
- Bystrzak
- Frytka
- Spryciulka
- Tulipanek
- Pyzulka

## Lista odcinków
| Nr  | Polski tytuł               | Angielski tytuł                   |
| --- | -------------------------- | --------------------------------- |
| 01. | Dżinn z butelki            | Abbad'Un in a Bottle              |
| 02. |                            | The Case of the Fouled Up Pharaoh |
| 03. | Klątwa Srebrnego Smoka     | The Curse of the Silver Dragon    |
| 04. |                            | Follow the Chocolate Cake Road    |
| 05. |                            | The Great Candy Caper             |
| 06. |                            | The Grin-Ness Book of Records     |
| 07. |                            | Horse Hide and Seek               |
| 08. |                            | Left Foot Forward                 |
| 09. | Kartoflane ZOO             | One Potato, Zoo Potato            |
| 10. | Świnka                     | Pig Out                           |
| 11. |                            | Poltergeist Potatoes              |
| 12. | Złoty dzban / Garnek złota | Pot of Gold                       |
| 13. | Piraci                     | Potato Head Pirates               |
| 14. | Kartoflana olimpiada       | Potatolympics                     |
| 15. |                            | Puff's New Job                    |
| 16. | Robin Kartoflaczek         | Robin Potato Head                 |
| 17. |                            | Romancing the Rock                |
| 18. | Prywatny detektyw Sam      | Sam Spud, Private Eye             |
| 19. |                            | A Side Order of Soggy Spuds       |
| 20. |                            | Small Potatoes                    |
| 21. |                            | Spike Spiked                      |
| 22. | Na fali                    | Surfin' Potato Heads              |
| 23. |                            | The Trash Can Derby               |

## Wersja polska
W Polsce serial był emitowany w bloku Kucyki i przyjaciele na antenie TVN w latach 1998−1999 w paśmie Bajkowe kino w wersji dubbingowej. Wersja lektorska pt. Kartoflaczki została wydana na kasetach VHS.

### Wersja TV
Kartofelkowe dzieci – wersja emitowana na TVN z polskim dubbingiem w bloku Kucyki i przyjaciele.

### Wersja VHS
Kartoflaczki – wersja wydana z angielskim dubbingiem i polskim lektorem.
- Dystrybutor VHS: ITI Home Video
- Lektor: Andrzej Matul

Źródło: